# Hegedűs István (öttusázó)

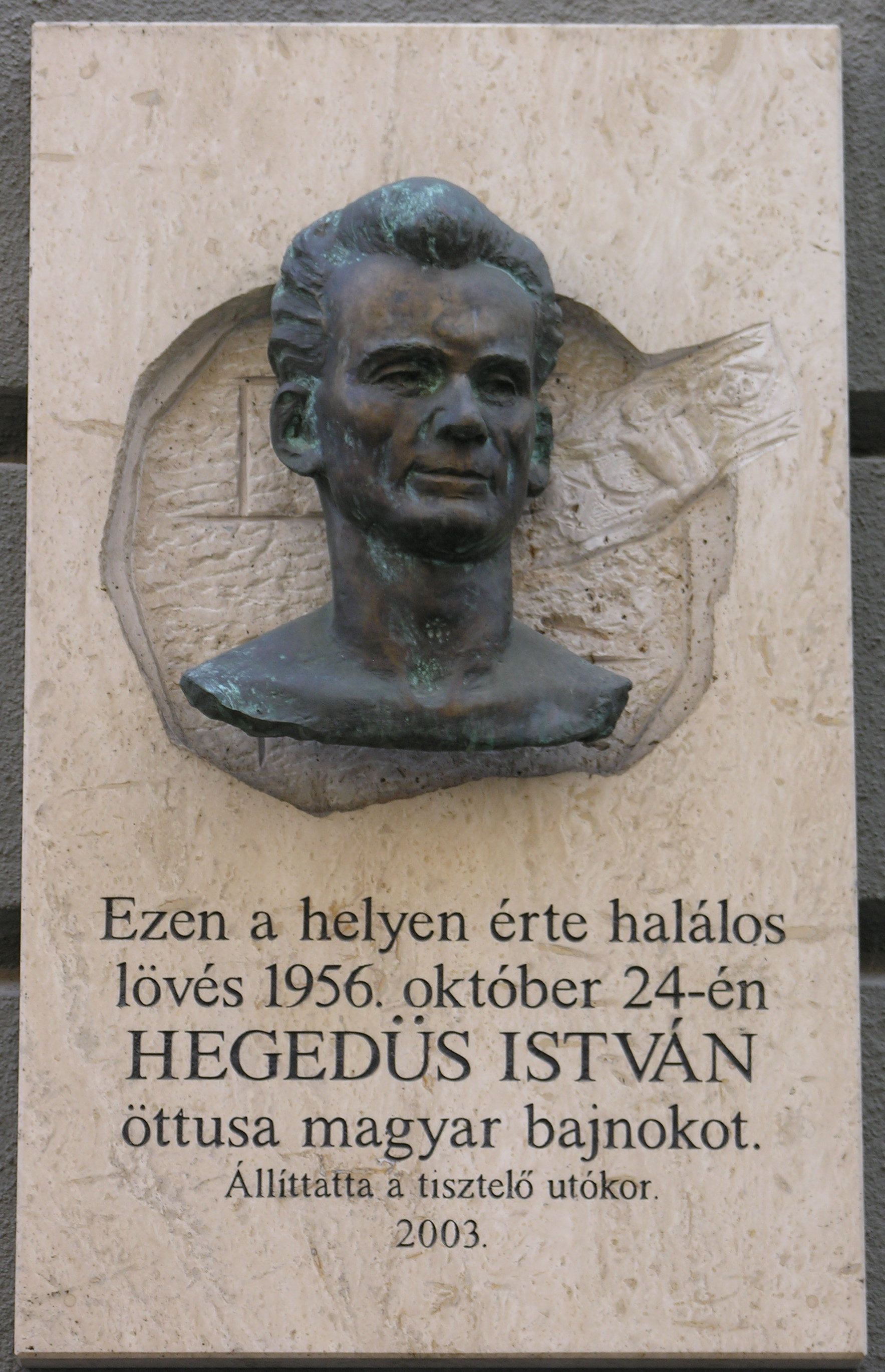
Hegedűs István emléktáblája a Szófia utca 7. szám alatt

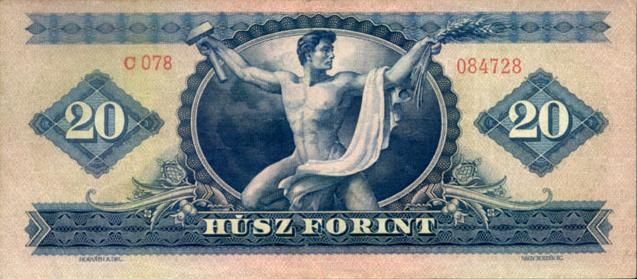
Hegedűs Istvánról mintázták a korábbi húszforintos bankjegyen látható férfialakot

Hegedűs István (Nyíregyháza, 1924. október 23. – Budapest, 1956. október 24.) magyar öttusázó.

## Életútja
Alap- és középfokú tanulmányait Nyíregyházán végezte, majd a Testnevelési Főiskolán szerzett tanári diplomát. Magyar bajnok, a válogatott keret tagja, később edző.
Már fiatalon sokat sportolt: futott, úszott és lovagolt. Jó lovasként filmben is kapott dublőri szerepet. Horváth Endre őt választotta az 1948-ban kiadott húszforintoson szereplő férfiakt modelljének (az arckép stilizált).
1956. október 24-én hajnalban edzést tartani sietett a Sportuszodába, amikor megállt a Szófia utcában, ahol az emberek kommunista könyveket égettek. A könyvégetés mellett hirtelen ÁVH-s teherautó állt meg, ahonnan válogatás nélkül lőni kezdtek. Itt kapott halálos lövést. Az Élelmiszeripari Technikum megbecsült és szeretett testnevelő tanára volt.

## Díjai, elismerései
- A Magyar Népköztársaság kiváló sportolója (1951)[1]

## Emlékezete
- Róla mintázták a korábbi húszforintos bankjegyen látható férfialakot.
- Halála helyén, a Szófia utcában emléktábla őrzi az emlékét.
- Alakja felbukkan (említés szintjén) Kondor Vilmos magyar író Budapest novemberben című bűnügyi regényében.